# 유엔브이에스

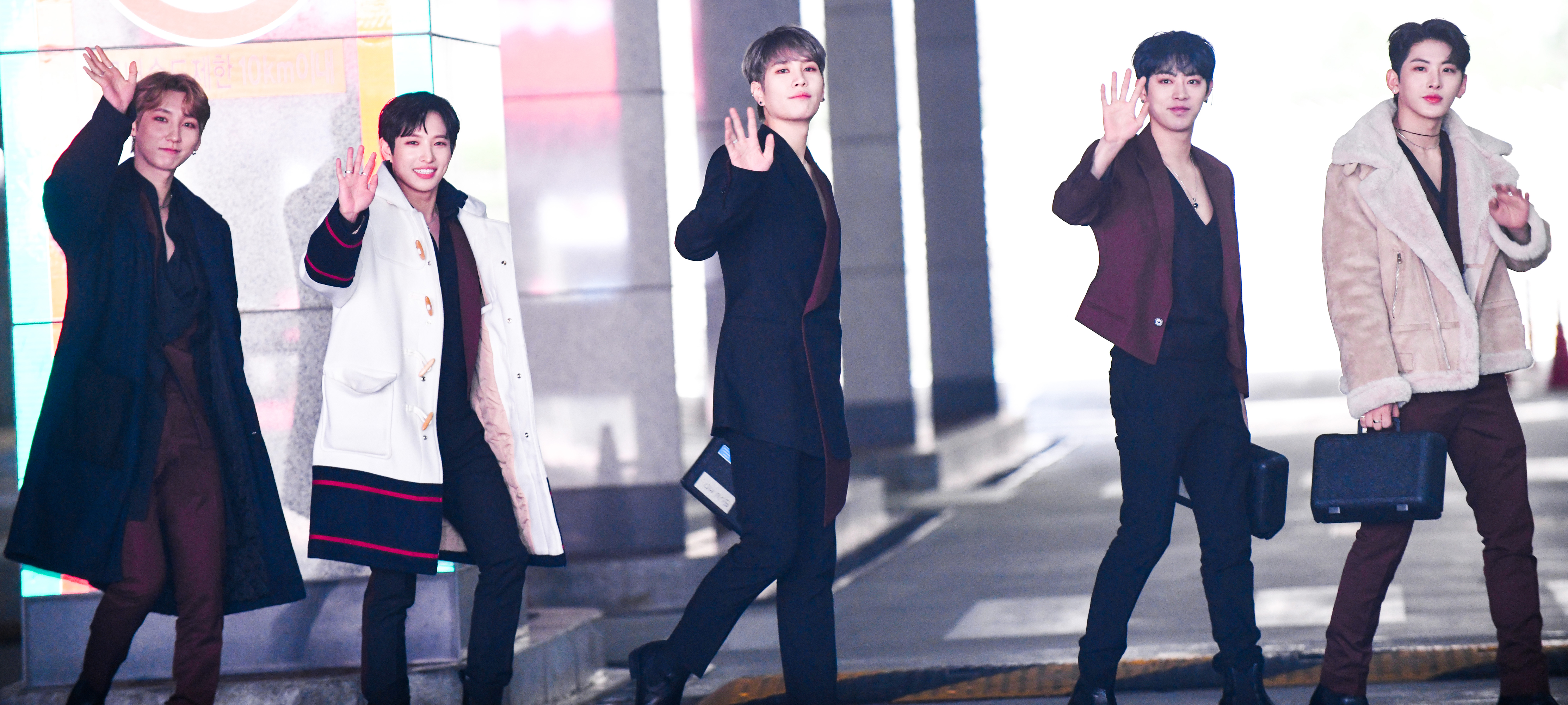

유엔브이에스(UNVS)는 대한민국의 보이 밴드이다. 원래 타이완에서 데뷔한 5인조 시훈, 아이엘, 창공, 용공, 민호로 구성되었고 여기서 2016년과 2017년에 각각 "Uni-verse"와 "Hacker"를 발매했다. UNVS는 Chitwn Music의 창규(이전 이름 창공), YY(용용), 준현, 은호, 젠과 계약했다. 이들은 2020년 2월 23일 국내에서 데뷔 싱글 TImeless과 리드 싱글 Timeless를 발매했다.

## 구성원
- 준현(Jun H.) - 리더, 랩
- 와이와이(YY) - 보컬
- 은호 - 메인 보컬
- 창규- 보컬
- 젠 - 랩

### 이전 구성원
- 아이엘(IL) - 랩
- 민호 - 댄스
- 시훈 - 리더, 메인 보컬

## 디스코그래피

### 싱글 음반
- Debut Single: Timeless
- Soundtracks for the Lost & Broken : Give You Up

### 싱글
- "Uni-verse" (你的名字是我唯一的詩)
- Hacker
- Timeless
- "Solar Eclipse" (절대 모를거야; Jeoldae Moreulgeoya) (featuring room102)
- "Give You Up"